# Союз евангельских пятидесятнических церквей Болгарии
Союз евангельских пятидесятнических церквей Болгарии (болг. Съюз на евангелските петдесятни църкви в България) (СЕПЦ) — общественная организация, объединяющая пятидесятнические церкви Болгарии. Основанная в 1928 году, организация объединяет около 450 поместных церквей. Союз является членом Объединённой евангелической церкви. Главный офис союза находится в Софии в районе Овча Купель, ул. Паскаля Тодорова, 2.

## История
Первая пятидесятническая церковь в Болгарии была основана осенью 1920 года в городе Бургас русскими миссионерами из пятидесятнической организации Ассамблеи Бога, объединяющей славянские эмигрантские пятидесятнические церкви — Дионисием Заплишным и Иваном Воронаевым. В 1926 в Болгарию из Америки приехал Николай Николов, профессор и доктор богословия в Библейском институте в Спрингфилде, штат Миссури, США, и в 1928 ему удалось объединить часть евангельских церквей в СЕПЦ, который сразу же получил официальную регистрацию от властей.
Сегодня официально зарегистрированы евангельские пятидесятнические церкви в 450 городах и сёлах Болгарии. Церковь была утверждена Советом Министров Республики Болгарии как деноминация 07.11.1990. Распространённое по всему миру всемирное пятидесятническое движение является крупнейшей протестантской общиной. Оно использует крест как общепринятый христианский символ. Кроме воскресной и недельной службы, отмечают все христианские праздники — Рождество, Воскресение, Вознесение, Пятидесятницу и День Реформации. СЕПЦ является членом Объединения евангелических церквей Болгарии, Европейского и Всемирного евангелического альянса, пятидесятнического движения «Ассамблеи Бога», Европейской пятидесятнической конференции, христианской миссии «Импакт-Интернешенъл» с президентом-пастором Чарльзом Буллоком. Миссия открыто работает среди так называемых «отверженных обществом» (наркоманов, проституток, гомосексуалистов). Христианская Миссия «Филадельфия» ведёт деятельность в тюрьмах. Библейский институт в Софии при поддержке «Ассамблеи Бога» ежегодно готовит христианских служителей посредством очного и заочного обучения.

## Список литературы
- Росица Ангелова[болг.]. Руска диря в българската петдесятна църква (1920-1928) (болг.). — Шумен: Шуменский университет имени епископа Константина Преславского[болг.], 2015. — С. 119—135.
- Росица Ангелова[болг.]. Съюзът на евангелските петдесятни църкви между толерантността и гоненията (1944–1949) (болг.). — Шумен: Шуменский университет имени епископа Константина Преславского[болг.], 2015. — Бр. XXVI A.
- Зарев Иван. История на евангелските петдесятни църкви в България, 1920-1989 (болг.). — София, 1993. — 155 с. — ISBN 954-8562-01-4.
- Йончо Дрянов. История на евангелските петдесятни църкви в България 1920-1976 (болг.).